# Burlats

Burlats este o comună în departamentul Tarn din sudul Franței. În 2009 avea o populație de 1.894 de locuitori.

## Evoluția populației
| An        | 1975  | 1982  | 1990  | 1999  | 2006  | 2009  |
| --------- | ----- | ----- | ----- | ----- | ----- | ----- |
| Populație | 1.176 | 1.313 | 1.670 | 1.829 | 1.846 | 1.894 |